# Toll Aviation

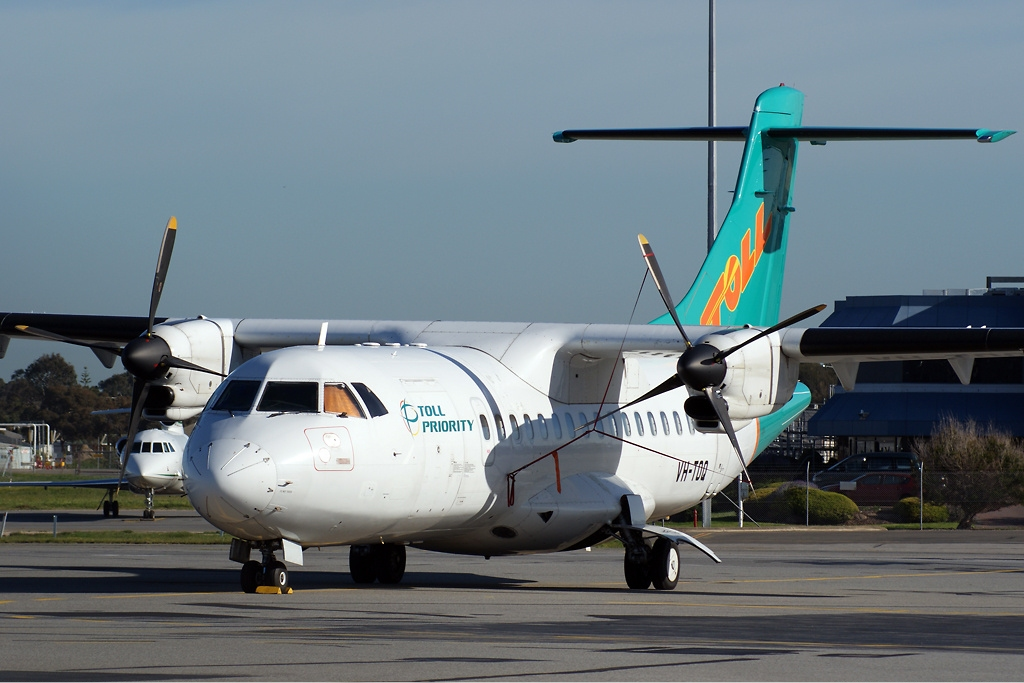
ATR-42 авиакомпании Toll Aviation в Аделаида аэропорту

Toll Aviation — австралийская грузовая авиакомпания со штаб-квартирой в Брисбене, работающая главным образом под торговой маркой другой авиакомпании Toll Priority. Оба перевозчика принадлежат крупнейшему в Австралии транспортному концерну Toll Holdings.
Штаб-квартира Toll Aviation расположена в Брисбене, базовым аэропортом авиакомпании и её главным транзитным узлом является аэропорт Брисбен. В качестве основных пунктов назначения в маршрутной сети перевозчика выступают аэропорт Бэнкстаун, международный аэропорт Аделаида и аэропорт Маккай.

## История
Авиакомпания Jetcraft Aviation была основана в 1989 году в качестве чартерного перевозчика, работающего на местных авиалиниях Квинсленда. Первоначально флот компании составляли два самолёта Mitsubishi MU-2 и один самолёт Fairchild SA226-TC Metro II. В течение следующих двух лет лайнеры Mithubishi были выведены из эксплуатации, а флот компании пополнился машинами Aerostar 601P (рейсы в Маккай) и двумя самолётами Beechcraft B58 Baron, работавшими на маршрутах из аэропорта Арчифилд в Брисбене.
В середине 1992 года авиакомпания взяла в аренду самолёт бизнес-класса IAI WW24 Westwind для осуществления по долгосрочному контракту грузовых перевозок между аэропортами городов Дарвин, Элис-Спрингс и Мельбурн. К началу следующего года воздушный флот перевозчика составляли три самолёта Metro II, три Saa227-AC Metro II, два Beechcraft B58 Baron и по одному IAI WW24 Westwind и Aerostar 601P. 16 апреля того же года произошёл первый авиационный инцидент с самолётом Metro II авиакомпании, случившийся во время посадки лайнера в аэропорту Маккай. К концу 1992 года компания вновь приобрела самолёт Mitsubishi MU2J и образовала небольшой хаб в аэропорту Бэнкстауна, из которого работала по твёрдым контрактам с коммерческими банками на перевозку грузов под собственной торговой маркой Security Express.
В 1994 году воздушный флот авиакомпании пополнился самолётами Piper Navajo и Beechcraft D55 Baron.
В начале 1994 года авиакомпания приняла свой третий SA226 (переоборудованный в грузовой вариант Merlin IVA), который вечером 9 марта того же года во время совершения ежедневного регулярного рейса из Бэнкстауна в северную часть Нового Южного Уэльса врезался в горный хребет между городами Армидейл и Тамуорт. На борту самолёта был один пилот, который погиб в результате крушения лайнера. В 1995 году флот авиакомпании пополнился самолётом регионального класса de Havilland Canada Dash 7, который был поставлен на выполнение чартерных рейсов по перевозке сотрудников горнодобывающих компаний между международным аэропортом Кэрнс и аэропортом Киндстона, а также из Кэрнса в небольшой посёлок Джулиа-Крик. В 2005 году компания приобрела Cessna 208B Grand Caravan, и спустя два года — лайнер ATR-42. Оба самолёта окрашены в ливрею авиакомпании Toll Priority, под торговой маркой которой компания Toll Aviation осуществляет подавляющее большинство своих перевозок.
12 декабря 2007 года Jetcraft Aviation сменила собственное руководство по причине образовавшихся финансовых долгов, введения запрета на полёты двух самолётов и возникшие длительные разногласия со своими основными клиентами.
В середине 2008 года авиакомпания была приобретена своим крупнейшим заказчиком — австралийским транспортным концерном Toll Holdins, официальное название перевозчика при этом было изменено на действующее в настоящее время Toll Aviaion.

## Флот

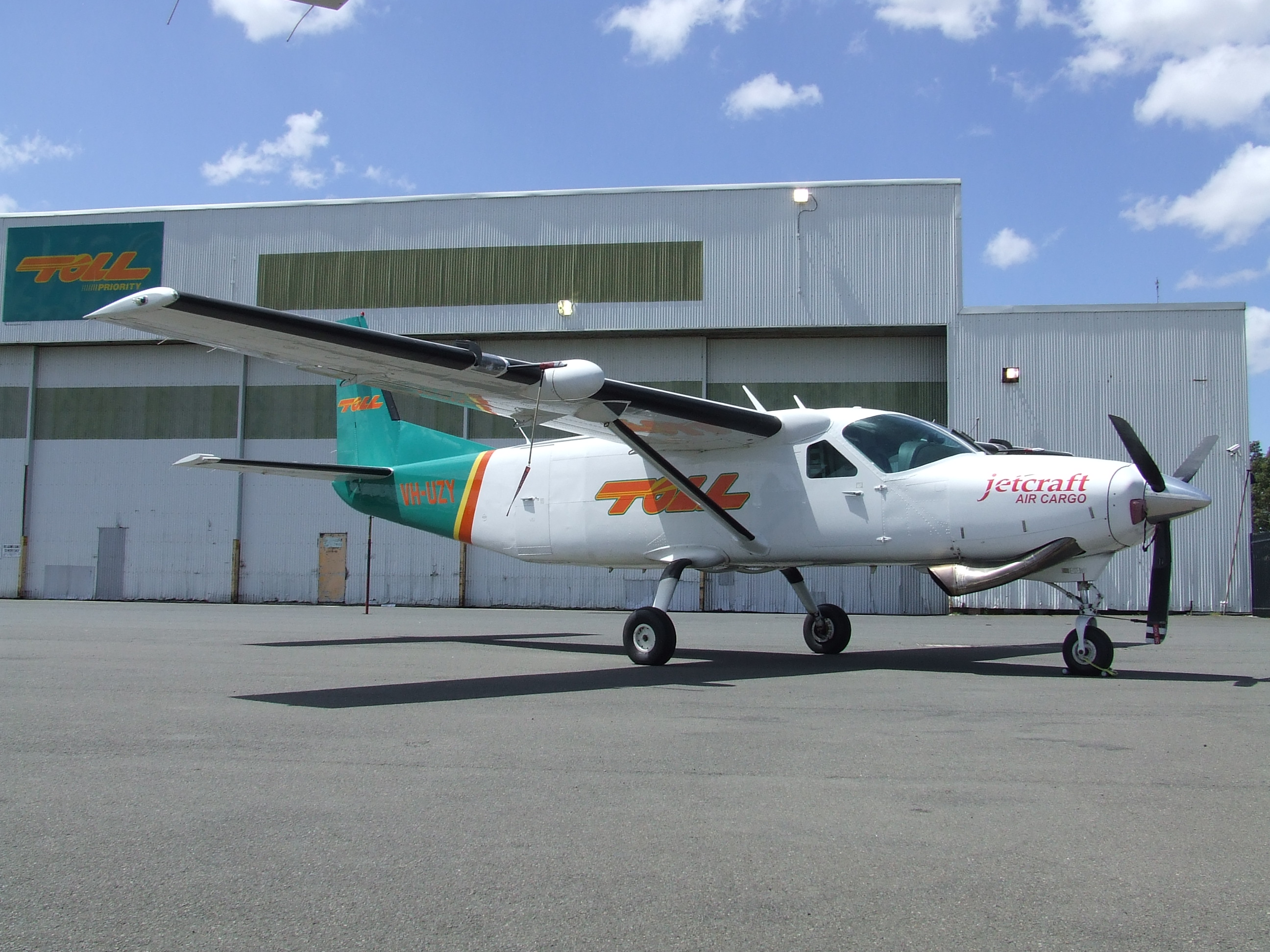
Grand Caravan авиакомпании Jetcraft Cessna в аэропорту Бэнкрофта

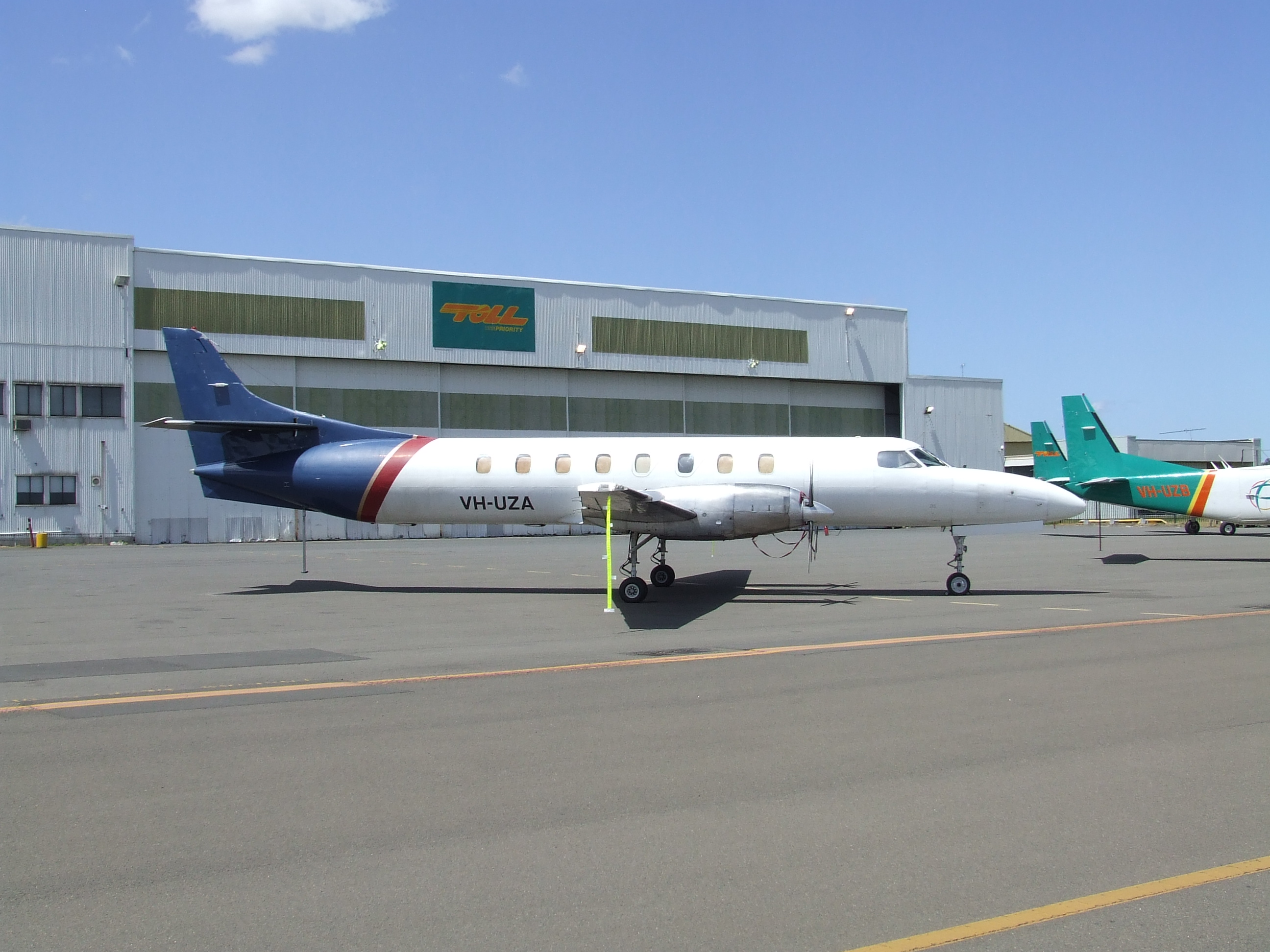
Грузовой Fairchild Merlin IVC в аэропорту Бэнкрофта

В декабре 2008 года воздушный флот авиакомпании Toll Aviation составляли следующие самолёты:
- ATR 42-300 — 2 ед.
- Fairchild SA227-DC Metro 23 — 2 ед.
- Fairchild SA227-AC Metro III — 6 ед.
- Fairchild SA227-AT Expediter — 1 ед.
- Fairchild SA227-AT Merlin IVC — 1 ед.
- Fairchild SA226-TC Metro II — 1 ед.